# Dmytro Komisar
Dmytro Komisar (ukr. Дмитро Комісар; ros. Дмитрий Комисар, Dmitrij Komisar; ur. 9 lutego 1982) – ukraiński zapaśnik startujący w stylu wolnym. Drugi w Pucharze Świata w 2011 i trzeci w 2009 roku.